# The Royal Jokers
The Royal Jokers waren eine US-amerikanische R&B-Gesangsgruppe aus Detroit, Michigan, deren Karriere in den 1950ern begann und sich über vier Jahrzehnte erstreckte.

## Bandgeschichte
Ende der 1940er entstand in Detroit die Doo-Wop-Gruppe „The Serenaders“, die 1952 einen Plattenvertrag bekam, ohne jedoch größere Verkaufserfolge erzielen zu können. Gruppenmitglieder waren zur Zeit dieser Aufnahmen Noah Howell, Norman Thrasher, Isaak „Ike“ Reese und Thearon „T-Man“ Hill. Die Gruppe wechselte mehrfach den Namen und machte auch unter verschiedenen Namen Aufnahmen. So traten sie zeitweise als „The Cavaliers“ oder „The Musketeers“ auf.
1954, sie nannten sich mittlerweile „The Royals“, kam Willie Jones zur Gruppe. Ike Reese wurde durch Ted Green ersetzt. Al Green, Manager der Midnighters mit Hank Ballard, übernahm ihr Management, und ihr Name wurde in „The Royal Jokers“ geändert (angeblich weil sie eine witzige Bühnenshow hatten). Sie bekamen einen Vertrag bei Atlantic Records, für deren Label Atco sie Aufnahmen machten.
Ihre erste Single You Tickle Me Baby war Ende 1955 ein Hit in Detroit, der sogar in die Pop-Charts einstieg, so dass 1956 zwei weitere Singles folgten, die jedoch den Anfangserfolg nicht wiederholen konnten. Insgesamt nahmen die Royal Jokers für Atco 12 Titel auf. Die Master Tapes wurden jedoch in den 1970ern bei einem Brand zerstört, und die unveröffentlichten Titel sind für immer verloren.
1957 starb ihr Manager Al Green, und die Royal Jokers durchliefen etliche Personalwechsel. Auch Willie Jones versuchte sich an einer Solokarriere. Als neu formiertes Quartett brachten die Royal Jokers 1959 die Single Grabitis heraus, die jedoch – wie auch die nachfolgenden Singles – allenfalls lokalen Erfolg hatte.
1963 kam Willie Jones zu den Royal Jokers zurück, und sie nahmen ihren ersten Hit You Tickle Me Baby neu auf. 1966 war Love Game (From A To Z) ein Hit in Detroit, fand aber sonst wenig Beachtung. Abermals verließ Jones die Gruppe. Es sollten keine weiteren Aufnahmen der Gruppe folgen.
Die Royal Jokers traten aber weiterhin im Großraum Detroit auf, gelegentlich auch in anderen Gegenden. Weitere Personalwechsel folgten, doch die Gruppe blieb bis 1990 bestehen – in diesem Jahr starb Noah Howell. 1996 traten Thearon Hill, Willie Jones und Raymond Dorsey (seit 1959 bei den Royal Jokers) noch einmal gemeinsam auf. 2009 erschien bei Cat King Kole die Zusammenstellung The Royal Jokers Featuring Willie Jones: Complete Work.

## Diskografie
Vor 1955 wurden mehrere Singles der Gruppe unter den Namen „The Serenaders“, „The Musketeers“ bzw. „Muskateers“ und „The Royals“ veröffentlicht. Die nachfolgend aufgezählten Singles erschienen alle unter dem Namen „The Royal Jokers“.
- You Tickle Me Baby / Stay Here (Atco 45-6052) (9/1955)
- Don’t Leave Me Fanny / Rocks In My Pillow (Atco 45-6062) (1/1956)
- She’s Mine All Mine / Ride On Little Girl (Atco 45-6077) (9/1956)
- September In The Rain / Spring (Hi-Q 5004) (1957)
- Sweet Little Angel / I Don’t Like You That Much (Fortune 840) (4/1958)
- Grabitis / Sam’s Back (Metro K20032) (1/1960)
- Lovey Dovey / Nickel, 3 Dimes, and 5 Quarters (Keldon 45-322) (11/1960)
- Hard Times / Red Hot (Bigtop 45-3064) (12/1960)
- You Tickle Me Baby / You Come Along (Fortune 560) (1963)
- Love Game (From A To Z) / From A To Z (Love Game) (WinGate WG-020) (8/1966)